# HMS Caesar (1896)
O HMS Caesar foi um couraçado pré-dreadnought operado pela Marinha Real Britânica e a oitava embarcação da Classe Majestic. Sua construção começou em março de 1895 no Estaleiro Real de Portsmouth e foi lançado ao mar em setembro do ano seguinte, sendo comissionado na frota britânica em janeiro de 1898. Era armado com uma bateria principal composta por quatro canhões de 305 milímetros montados em duas torres de artilharia duplas, tinha um deslocamento carregado de mais de dezesseis mil toneladas e alcançava uma velocidade máxima de dezesseis nós.
O Caesar teve um início de carreira tranquilo e sem grandes incidentes, servindo primeiro na Frota do Canal e depois na Frota do Mediterrâneo, Frota do Atlântico e Frota Doméstica também. A Primeira Guerra Mundial começou em 1914 e ele passou quase toda a duração do conflito atuando como navio de guarda e navio-escola em Gibraltar e nas Bermudas. Foi convertido em um navio-depósito em 1918 e usado como tal no ano seguinte para prestar auxílio durante a intervenção dos Aliados na Guerra Civil Russa. Foi descomissionado em abril de 1920 e desmontado em 1922.

## Características

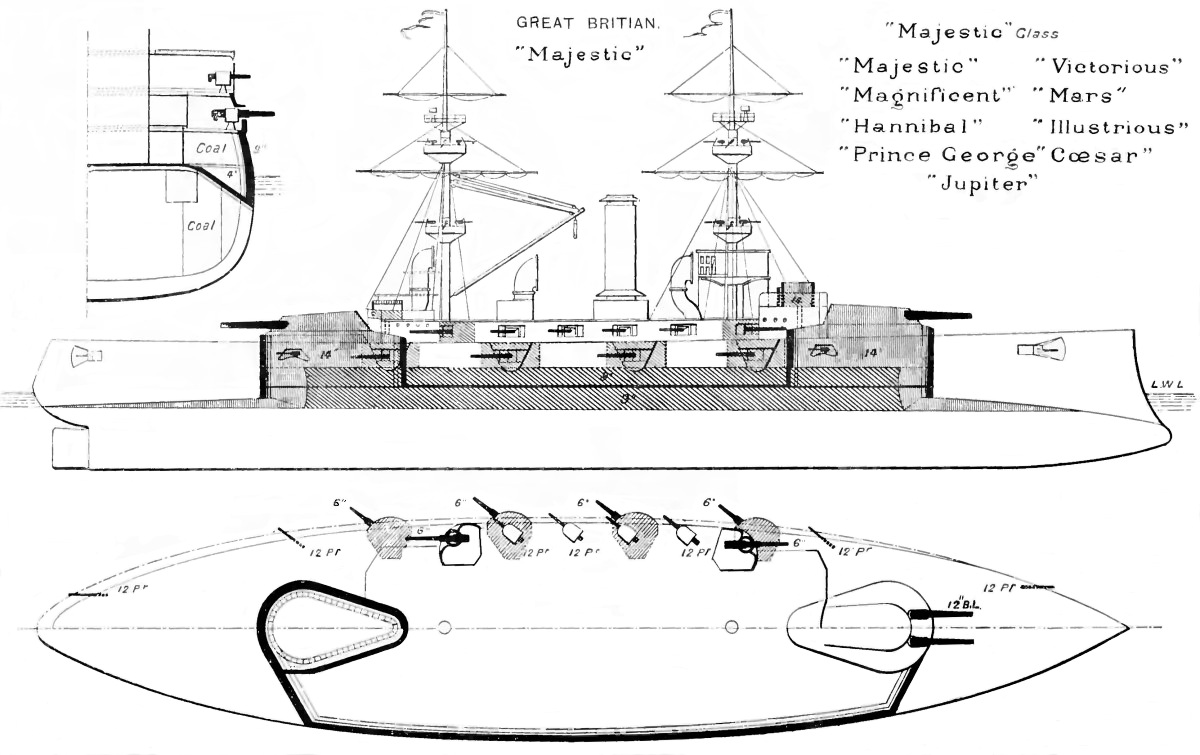
Desenho da Classe Majestic

O Caesar tinha 128,3 metros de comprimento de fora a fora, boca de 22,8 metros e calado de 8,2 metros. Seu deslocamento carregado de 16 320 toneladas. Seu sistema de propulsão era composto por oito caldeiras de tubos d'água cilíndricas a carvão que alimentavam dois motores de tripla expansão com três cilindros, cada um girando uma hélice. As caldeiras foram substituídas entre 1907 e 1908 por modelos que queimavam óleo combustível. Os motores tinham uma potência indicada de 10,2 mil cavalos-vapor (7,5 mil quilowatts) para uma velocidade máxima de dezesseis nós (trinta quilômetros por hora). A tripulação era formada por 672 oficiais e marinheiros.
O armamento principal consistia em quatro canhões Marco VIII calibre 35 de 305 milímetros montados em duas torres de artilharia, uma à vante e outra à ré da superestrutura. As torres ficavam sobre barbetas em formato circular. O armamento secundário tinha doze canhões calibre 40 de 152 milímetros montados em casamatas em dois conveses à meia-nau. Também tinha dezesseis canhões de 76 milímetros e doze canhões de 47 milímetros para defesa contra barcos torpedeiros. Por fim, foi equipado com cinco tubos de torpedo de 450 milímetros, quatro dos quais ficavam submersos no casco e o último em um lançador no convés. O cinturão principal de blindagem era feito de aço Harvey e tinha 229 milímetros de espessura. As barbetas eram protegidas por 356 milímetros, mesma espessura das laterais da torre de comando. As anteparas tinha de 305 a 356 milímetros, enquanto o convés tinha entre 64 e 102 milímetros.

## Carreira

### Tempos de paz
O batimento de quilha do Caesar ocorreu em 25 de março de 1895 no Estaleiro Real de Portsmouth. Foi lançado ao mar em 2 de setembro de 1896 e finalizado em janeiro de 1898. Foi comissionado em 13 de janeiro para atuar na Frota do Mediterrâneo. Antes de partir foi temporariamente colocado na Frota do Canal. Partiu para o Mar Mediterrâneo em maio de 1898. Visitou Taormina na Sicília em fevereiro de 1900, passando por manutenção em Malta entre 1900 e 1901. Serviu no Mediterrâneo até outubro de 1903, sendo tirando de serviço no dia 6 para reformas.

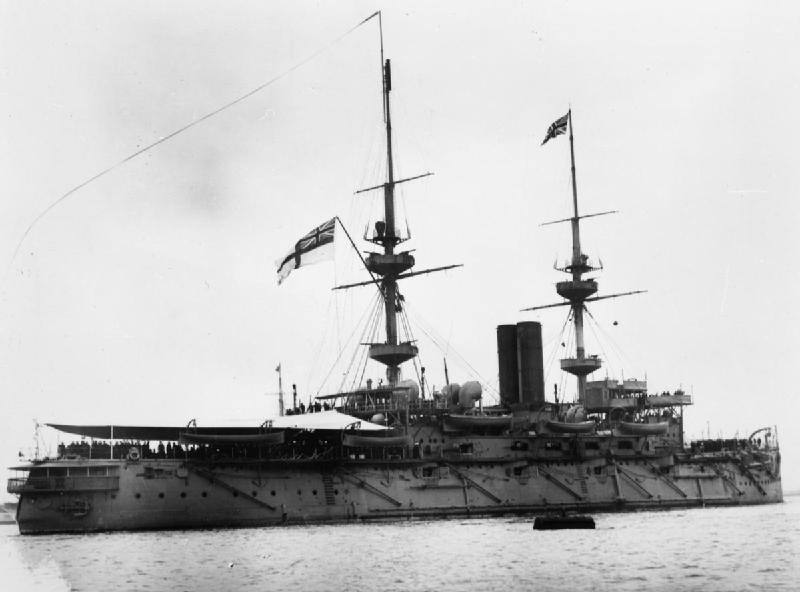
O Caesar em 1905

O Caesar voltou para o serviço ativo ao final de suas reformas em 2 de fevereiro de 1904 para substituir seu irmão HMS Majestic como capitânia da Frota do Canal. As diferentes frotas britânicas foram reorganizadas em 1º de janeiro de 1905 e a Frota do Canal se transformou na Frota do Atlântico, com o couraçado continuando como sua capitânia. Foi substituído nesta função em março de 1905, transformando-se na segunda capitânia da nova Frota do Canal (anteriormente a Frota Doméstica). O navio colidiu e afundou a barca Afghanistan em 3 de junho perto de Dungeness e sofreu danos significativos, com uma asa da sua ponte sendo arrancada e botes, serviolas e redes de bombordo sendo seriamente danificados. O Caesar ficou sob reparos no Estaleiro Real de Devonport.
Se transformou na segunda capitânia da Frota Doméstica em dezembro. Permaneceu nesta capacidade até fevereiro de 1907, quando foi transferido de volta para a Frota do Atlântico como sua capitânia temporária, função que exerceu até maio. Foi colocado em 27 de maio na Divisão de Devonport da nova Frota Doméstica, esta formada em janeiro. Passou por manutenção em Devonport entre 1907 e 1908. O Caesar foi transferido para Nore em maio de 1909, temporariamente servindo de capitânia da 3ª e 4ª Divisões da Frota Doméstica. Voltou para Devonport em abril de 1911 para atuar na 3ª Divisão. O couraçado foi abalroado em 16 de janeiro de 1911 pela barca Excelsior sob neblina perto de Sheerness, mas não ficou danificado. Foi colocado na reserva em março de 1912 com uma tripulação mínima como parte da 4ª Divisão.

### Primeira Guerra
A Primeira Guerra Mundial começou em agosto de 1914. O Caesar foi designado para a 7ª Esquadra de Batalha da Frota do Canal; a formação foi encarregada da defesa do Canal da Mancha. Durante o primeiro mês do conflito ajudou a transportar a Divisão de Fuzileiros Navais de Plymouth de Plymouth para Oostende, na Bélgica, já em setembro deu cobertura para a travessia da Força Expedicionária Britânica para a França. O couraçado foi destacado em dezembro e transferido para Gibraltar a fim de atuar como navio de guarda e navio-escola. Foi transferido para as Bermudas em julho de 1915, também atuando nas mesmas funções para o Estaleiro Real e fortaleza locais.
O Caesar foi transferido para Corfu, na Grécia, em setembro de 1918 para servir como capitânia da Esquadra do Adriático. Foi o último couraçado pré-dreadnought britânico a servir de capitânia. Pouco depois foi para Malta, onde foi convertido em um depósito flutuante, sendo equipado com oficinas e instalações de lazer, como salas de leitura e recreação. Assumiu suas novas funções em Mudros em outubro, atendendo à Esquadra do Egeu. Foi transferido em janeiro de 1919 para Porto Saíde, no Egito. E entrou no Mar Negro em junho e serviu de navio-depósito para as forças navais britânicas operando contra os bolcheviques na Guerra Civil Russa. Nisto tornou-se o último pré-dreadnought britânico a atuar ativamente no exterior. O Caesar voltou para o Reino Unido em março de 1920 e foi descomissionado em 23 de abril, sendo colocado na lista para descarte. Foi vendido para uma empresa de desmanche britânica em 8 de novembro de 1921, mas revendido para uma alemã em julho de 1922. Foi rebocado para a Alemanha e desmontado.